# Cupha hegemone
Cupha hegemone är en fjärilsart som beskrevs av Jean Baptiste Godart 1819. Cupha hegemone ingår i släktet Cupha och familjen praktfjärilar. Inga underarter finns listade i Catalogue of Life.